# Grenois
Grenois település Franciaországban, Nièvre megyében. Lakosainak száma 93 fő (2022. január 1.). Grenois Saint-Germain-des-Bois, Asnan, Beuvron, Brinon-sur-Beuvron, Moraches, Taconnay és Talon községekkel határos.

## Népesség
A település népességének változása:
| Lakosok száma | 104  | 101  | 103  | 97   | 96   | 95   | 94   | 94   | 93   |
|               | 2013 | 2015 | 2016 | 2017 | 2018 | 2019 | 2020 | 2021 | 2022 |